# Грб општине Лучани
Амблем – симбол општине представља Драгачево – његову прошлост, садашњост и будућност. Амблем чини црвени штит чија горња страна има облик споменика крајпуташа. На штиту највећи део представљају зелена поља, шуме, брегови и планине. Над њима доминира Овчар са антеном релејне станице, као симболом везе овог краја са светом, данас и у будућности. Изнад брда налази се плаво обојени зупчаник, као знак данашњег степена развоја индустрије у Драгачеву и даљег стремљења ка његовој индустријализацији. Из зупчаника, као и сунца, пресецају плаво шрафирано небо пет жутих зракова, који изражавају тежњу ка светлијој и срећнијој будућности. На зеленом пољу испод зупчаника су златна труба, а испод ње црвена народна шара, које су симбол великог трубачког надметања и рукотворина ткаља, по којима се за Драгачево зна, како у нашој земљи, тако и у иностранству.